# Станіслав Скровачевський
Стані́слав Скроваче́вський (пол. Stanisław Paweł Stefan Jan Sebastian Skrowaczewski) — польський та американський диригент і композитор.

## Біографія
Народився Станіслав Скровачевський 3 листопада 1923 року у Львові. Навчався у VIII Львівській гімназії імені Казимира Великого. Від жовтня 1939 року до кінця червня 1941 року був учнем Львівської школи № 19 з польською мовою навчання. Вчився разом із Адамом Голланеком. У цій школі він брав активну участь у самодіяльності, зокрема акомпанував на літературно-мистецькому вечорі до роковин від дня народження Адама Міцкевича.
Починав як піаніст, в 11 років виступив з першим концертом. Під час Другої світової війни в окупованому Львові годував вошей в Інституті висипного тифу та вірусів професора Рудольфа Вайгля (ранній метод отримання протитифозної вакцини по Вайґлю вимагав використання живих вошей, яких треба було годувати людською кров'ю). При звільненні Львова радянськими військами отримав контузію обох рук і був змушений відмовитися від виконавської кар'єри. Після закінчення війни навчався у Краківській вищій школі музики у Романа Палестера (композиція) і Валер'яна Бердяєва (диригування), в 1947—1949 р. навчався в Парижі у Наді Буланже. Працював з оркестрами Вроцлавської і Катовіцком філармоній, в 1954—1956 рр. головний диригент Краківського філармонічного оркестру, в 1956—1959 рр. працював з Варшавським філармонічним оркестром. У 1956 р. став переможцем Міжнародного конкурсу диригентів у Римі, завдяки чому отримав європейську популярність. У 1960 р. покинув Польщу і аж до 1979 року очолював Оркестр Міннесоти. Надалі Скровачевський керував також манчестерским Оркестром Халле (1984—1991), був головним запрошеним диригентом Оркестру радіо і телебачення Саарбрюкена (з яким записав цикл симфоній Антона Брукнера), а з квітня 2007 по березень 2010 керував японським Оркестром Іоміурі.
Серед помітних творів Скровачевского — Концерт для кларнета з оркестром (1980), що висувалися на Пулітцерівську премію «Passacaglia Immaginaria» (1995) і Концерт для оркестру (1999).
Скровачевський удостоєний низки музичних нагород, в тому числі Премії Дітсона (1973) за внесок в американське музичне життя.